# Ogre (město)
Ogre ( výslovnost) je město v Lotyšsku, vzdálené cca 36 km jihovýchodě od hlavního města Riga. Rozkládá se na soutoku řek Ogre a Daugava. Má přibližně 26 000 obyvatel. Město se dělí na části: Jaunogre (Nová Ogre), Ogre (centrum města) a Pārogre (Ogre za řekou).

## Etymologie
Existují 2 hlavní verze původu pojmenování města Ogre. První uvádí, že jméno řeky, ze kterého toto město odvozuje svůj název, je ruského původu („угри“ [ugri] ve smyslu „úhoři“, protože v řece Ogre bývala mnoho úhořů.
Zatímco estonský lingvista Paul Alvre prosazuje verzi, která bere v úvahu starší název řeky Ogre (Wogene, Woga), která je poprvé zmíněna v Henryho livonské kronice (1180—1227) a tvrdí, že je pojemování je příbuzné s estonským slovem „voog“, jež znamená „potok, proud, vlny“. Tedy ukazuje příbuznost s ugrofinskými jazyky, nejpravděpodobněji ranou livonštinou.
Populární lidová legenda říká, že Kateřina II. Veliká byla tou, která dala řece její název, protože v ní bylo mnoho úhořů, avšak tato verze postrádá důkazy.

## Historie a současnost
Název Ogre je totožný se jménem řeky, která městem protéká. O městu Ogre se poprvé dovídáme roku 1206, statut města však Ogre získalo až v roce 1928. Koncem 19. století se místo stalo vyhledávaným letoviskem obyvatel Rigy, protože roku 1861 zde byla dostavěna železnice vedoucí na trase Riga-Daugavpils, a tak si v Ogre začali obyvatelé Rigy stavět rekreační víkendové domy. O rok později se Ogre stala lázeňským městem. Dnes je město označováno za nejzelenější v Lotyšsku. Ve městě se každoročně konají hudební festivaly a slavnosti.

## Kultura a památky
V Ogre můžete dorazit jak za vzděláním, tak i za kulturou a památkami . Najdete zde uměleckou a hudební školu. Celé město má dohromady 3 lotyšské školy a 1 ruskou – Jaunogres vidusskola. Co se týká památek, tak město nabízí z historického hlediska významný hřbitov s pozůstatky německých vojáků, kteří zahynuli v první a druhé světové válce nebo zemřeli v zajetí mezi léty 1944 a 1955.

### Muzeum historie a umění
Budova muzea byla postavena roku 1927 a poskytuje návštěvníkům náhled do dějin a vývoje města. Muzeum pravidelně pořádá tematické a umělecké výstavy.